# Campeonato España de Duatlón
El Campeonato de España de Duatlón es la máxima competición nacional de duatlón. Es organizado desde por la Federación Española de Triatlón.
Se disputa en la distancia sprint, un primer tramo corriendo de 5 kilómetros, después 20 kilómetros en bicicleta, y finalmente otros 2,5 kilómetros corriendo. El duatlón es un deporte individual o por equipos, y de resistencia, que reúne dos disciplinas deportivas: atletismo y ciclismo. Se aplica el orden siguiente: carrera a pie, ciclismo y carrera a pie. Tiene una variante que es el duatlón de montaña, realizada en caminos no asfaltados y con una BTT.

## Palmarés

### Masculino
| Año  | Sede                   | Campeón                      | Segundo                      | Tercero                    |
| 2024 | Avilés                 | Javier Martin Morales        | Miquel Capó Crespí           | Antonio Benito Lopez       |
| 2023 | Soria                  | Ivan gil                     | Ignacio Galvez Ponce         | Antonio Benito Lopez       |
| 2022 | Avilés                 | Celestino Fernández Martínez | Carlos Oliver Vives          | Nicolás Regidor Serrano    |
| 2021 | Avilés                 | Emilio Antonio Martín Romero | Genis Grau Plana             | Fernando Zorrilla Medrano  |
| 2020 | Soria                  | Urko Herrán Aguilar          |                              |                            |
| 2019 | Soria                  | Antonio Benito López         | Emilio Antonio Martín Romero | Enrique Sánchez Saceda     |
| 2018 | Avilés                 | Emilio Antonio Martín Romero | Antonio Benito López         | Cristóbal García Guillén   |
| 2017 | Vall de Uxó            | Emilio Antonio Martín Romero | Marcos Yaniz Pejenaute       | Jesús Gomar García         |
| 2016 | Cerdanyola. Del Vallés | Uxio Abuín                   | Sergio Lorenzo Prieto        | Ignacio González García    |
| 2015 | Soria                  | Emilio Antonio Martín Romero |                              |                            |
| 2014 | Avilés                 | David Castro Fajardo         |                              |                            |
| 2013 | Pontevedra             | Emilio Antonio Martín Romero | Sergio Lorenzo Prieto        | Gustavo Rodríguez Iglesias |

### Femenino
| Año  | Sede        | Oro                        | Plata              | Bronce                  |
| ---- | ----------- | -------------------------- | ------------------ | ----------------------- |
| 2021 | Avilés      | Sara Guerrero Manso        | María Varo Zubiri  | Marta Pintanel Raymundo |
| 2020 |             |                            |                    |                         |
| 2019 | Soria       | Irene Loizate Sarrionandia | Noelia Juan Pastor | Marta Klaudia Lagowink  |
| 2018 | Avilés      | Camila Alonso Aradas       | Noelia Juan Pastor | María Varo Zubiri       |
| 2017 | Vall de Uxó | Sara Bonilla Bernárdez     | Noelia Juan Pastor | Sonia Bejarano Sánchez  |